# Poenomia berthalis
Poenomia berthalis är en fjärilsart som beskrevs av William Schaus 1906. Poenomia berthalis ingår i släktet Poenomia och familjen nattflyn. Inga underarter finns listade i Catalogue of Life.